# Transport Fever
Transport Fever is een computerspel uit 2016 waarin de speler een transportbedrijf moet leiden. Het tycoonspel werd ontwikkeld door Urban Games en is de opvolger van Train Fever.

## Spel
Het is de bedoeling dat de speler verantwoordelijk is voor personenvervoer, door middel van treinen en bussen personen vervoert, en voor het vervoer van allerlei materialen en voedsel zorgt. Dit kan zowel per trein, per vrachtauto, per boot als per vliegtuig.
De speler heeft keuze om te starten in 1850, 1900 en 1950. Als de speler een aantal jaren verder is, worden er steeds meer nieuwe vervoersmiddelen ontgrendeld. In het begin bestaat het aanbod vooral uit stoomtreinen en paardenkoetsen.

## Opvolger
Eind 2019 werd de game opgevolgd door Transport Fever 2